# Луцино (посёлок)
Луцино — дачный посёлок без статуса населённого пункта на территории Одинцовского городского округа Московской области (дачное некоммерческое партнерство «Академический посёлок Луцино»). Население: 178 дачевладельцев (2024 г.).

## География
Расположен в 7 км от города Звенигород, рядом с селом Луцино, на правом берегу реки Москвы, в 54 км к западу от Москвы, на Клинско-Дмитровской гряде Смоленско-Московской возвышенности.

## Природа

### Климат
Климат умеренно континентальный. Зима продолжительная и холодная, а лето умеренно теплое. Предельные величины температуры воздуха (—42° в январе и +37° в июле) и осадков (до 760 мм/год).
В год выпадает до 620 мм осадков, из них с декабря по март—118 мм, в апреле—мае—88 мм, летом максимальное количество—252 мм и осенью— 160 мм. Несмотря на обильные осадки в теплые месяцы испаряемость выше поступления осадков.
Среднегодовая температура равна 3,2°. Наиболее -холодный месяц январь, средняя температура которого ниже —10°—11°. Иногда температура опускается до —42°. Самый теплый месяц июль (средняя температура ±18, +19°). В наиболее жаркие дни температура поднимается до-+36.
Период с отрицательными температурами воздуха длится около 5 месяцев. Устойчивый снежный покров образуется в конце ноября и сохраняется до 140 дней. Высота снежного покрова на полях 15—25 см, в лесах—20—40 см. Почва замерзает в середине декабря и оттаивает в середине апреля. Глубина промерзания от 30 до 100 см.

### Рельеф
Поселок расположен на северо-западном крутом склоне долины реки Москвы. Основные дачи расположены на водораздельном плато (некоторые геоморфологи считают его четвёртой террасой р. Москвы) и 3 древней террасах. Третья эрозионно-аккумулятивная терраса покатым склоном переходит ко второй и первой надпойменным террасам и современной пойме р. Москвы. Пойма р. Москвы на территории поселка занимает небольшую узкую полосу вдоль резко поднимающегося склона, разбитого оврагами. Общая её ширина составляет 40—60 м, тогда как на противоположном, левом, берегу, она достигает в поперечнике 1,5 км.
Перепад высот от 163 м над уровнем моря на востоке поселка до 188 м на западе. Абсолютные отметки уреза воды в р. Москве меняются от 137 м в районе с. Волково до 135 м в районе с. Луцино.
Протяженность поселка вдоль реки около 2,5 км.

### Гидрогеологические условия
Район Поселка принадлежит центральной части Московского артезианского бассейна. Эта крупная гидрогеологическая структура характеризуется здесь трехэтажным строением. Первый, самый верхний этаж включает в себя рыхлые отложения четвертичной и юрской систем, в основном это пески различной крупности и глинистые породы. Общая мощность отложений данного этажа в районе доходит до 100—120 м. Здесь развиты несколько важных водоносных горизонтов и комплексов и локальных разделяющих толщ.
Грунтовые воды питаются на всей площади своего распространения за счет инфильтрации атмосферных осадков, перелива из гипсометрически вышележащих горизонтов и из водоносных горизонтов аллювиальных отложений. Направление фильтрации определяется рельефом. Химический состав грунтовой воды, как правило, вполне удовлетворительный: общая минерализация не превышает 0,5 г/л, жесткость низкая, химический тип — гидрокарбонатный кальциевый.

### Почвы
На территории поселка водораздельное плато сложено флювиогляциальными отложениями. Под хвойно-зеленомоховыми лесами здесь формируются подзолы и дерново-подзолистые почвы.
Современная заливаемая пойма тянется узкой полосой от западных до восточных границ поселка. К прирусловому валу примыкает выровненная пойма с крупнозлаковым растительным покровом. Здесь формируются глубокодерновые почвы на слоистом суглинистом сверху и супесчаном снизу аллювии.
В оврагах под залесенной разнотравной растительностью в условиях повышенного, а часто избыточного увлажнения за счет поступления почвенно-грунтовых вод с водораздела формируются дерново-перегнойные сильно оглеенные почвы.
На склонах оврагов сильно развиты эрозионные процессы.

### Растительность
Коренная лесная растительность представлена сложными елово-сосновыми лесами и их производными, но встречаются также участки чистых ельников и сосняков. В настоящее время преобладают хвойно- мелколиственные леса с внедрением березы, клёна, липы. Леса, имеют в своем составе много таежных растений, в том числе плауны, седмичник, зимолюбку зонтичную, гудайеру ползучую, грушанку зеленоцветковую и др. На почве хорошо развит моховой покров. Широколиственные породы (дуб, липа, клен) в естественном состоянии встречаются здесь очень редко, единичными экземплярами. Обильны виды дубравного широкотравья: сныть, медуница неясная, копытень, зеленчук, осока волосистая и др. Местами встречаются также пролесник многолетний, фиалка удивительная, лютик кашубский, ветреница лютиковая, хохлатка галлера, звездчатка ланцетолистная, бор развесистый, сочевичник весенний, колокольчики крапиволистный и широколистный.
Характерно присутствие нитрофильных растений, в особенности крапивы. Местами развит густой подлесок из разнообразных кустарников (лещина, жимолость лесная, бересклет бородавчатый, волчье лыко и др.).
В притеррасной пойме у границы с Звенигородской биостанции МГУ им. С. Н. Скадовского находится небольшое низинное болото. Значительная часть болота облесена и представляет собой черноольшаник с примесью белой и ломкой ив. Под пологом деревьев пышно разрастаются таволга вязолистная, осоки дернистая и ложносытевая, манник большой, вех ядовитый, хвощ болотный, сердечник горький и др. На наиболее обводненных и лишенных деревьев участках болота встречаются осока омская, омежник водный, калужница болотная, ирис и др. Болотная растительность в сторону реки постепенно сменяется лугом, а в сторону водораздела — еловым лесом.

### Животный мир
Полог леса хорошо сохраняет влажность почвы и воздуха — необходимое условие для обитания земноводных. Однако отсутствие водоемов (кроме р. Москвы) и относительно низкая летняя температура обусловливают сравнительное однообразие видового состава земноводных: обыкновенный тритон, серая, или обыкновенная, жаба, озерная лягушка, прудовая лягушка, остромордая лягушка, травяная лягушка.
На территории поселка, как и в целом в лесной зоне, пресмыкающиеся немногочисленны: веретеница, живородящая ящерица, обыкновенный уж.
Видовой состав млекопитающих на территории поселка малочислен. Это, в частности, определяется прямым или косвенным воздействием человека.
Основные представители: обыкновенный ёж, крот, обыкновенная бурозубка, малая бурозубка, кутора, рыжая вечерница, лесной нетопырь, обыкновенная белка, лесная мышонка, лесная мышь, водяная крыса или водяная полевка, рыжая полевка.
Птицы — наиболее многочисленные представители позвоночных на территории поселка. Разнообразие условий обитания (особенно в смешанном лесу) обусловливает обитание здесь большого числа видов птиц. Вот список из наиболее распространенных здесь птиц.
Сарыч, или канюк, обыкновенная кукушка, желна, или чёрный дятел, большой пестрый дятел, коростель, ворон, ворона, сорока, сойка, скворец, обыкновенная иволга, обыкновенная зеленушка, щегол, чиж, зяблик, обыкновенная овсянка, белая трясогузка, лесной конек, обыкновенная пищуха, обыкновенный поползень, большая синица, буроголовая гаичка, или пухляк, мухоловка-пеструшка, желтоголовый королек, пеночка-весничка, пеночка-теньковка, или пеночка-кузнечик, пеночка-трещотка, болотная, или кустарниковая, камышевка, зелёная пересмешка, славка-черноголовка, серая славка, дрозд-рябинник, певчий дрозд, дрозд-белобровик, чёрный дрозд, луговой чекан, обыкновенная горихвостка, или горихвостка-лысушка, восточный соловей, зарянка, лесная завирушка, крапивник, береговая ласточка.
Удачное расположение поселка — обилие всевозможных биотопов в его ближайших окрестностях — служит одной из причин высокого разнообразия жуков.
Даже зимой можно обнаружить интересных жуков под корой сухостойных деревьев. Мертвая древесина в печально известных очагах поражения елового леса короедом-типографом (Ips typoraphus (L.)) в ближайшие годы привлечет разнообразных насекомых-ксилобионтов, а вслед за ними в поисках личинок придут хищные жуки, например карапузики (Histeridae). В кучах опилок развиваются, например, личинки жука-носорога (Oryctes nasicornis (L.)), на сухой ели на солнце бегают коротконадкрылые усачи Molorchus minor L. (Cerambycidae).
Песчаные выходы на берегу р. Москвы у села Луцино населены роющими осами (Specidae) и одиночными пчелами (Apoidea), также на песке встречаются жуки-пилюльщики (Byrrhidae) и чернотелки (Tenebrionidae).
В теплую ночь, прогуливаясь по асфальтовым дорожкам, можно, если посчастливится, встретить одну из крупнейших жужелиц Московской области — Carabus coriaceus L., достигающую в длину более 4 см. Она настолько велика, что, освещенная сбоку фонариком, отбрасывает заметную тень и может быть принята за мелкую мышь.
Река Москва, населена водными жуками, как хищными (Dytiscidae, Gyrinidae), так и разноядными (Hydrophilidae). Вдоль самой кромки воды в тени ивовых ветвей у реки охотятся жужелицы рода Elaphrus.
В настоящее время относительно благоприятная обстановка сохранилась лишь для рыб, выдерживающих значительные загрязнения, откладывающих икру на растительный субстрат, то есть фитофилов. В первую очередь, это плотва, уклея, верховка. По этой же причине несколько увеличилась численность крупного половозрелого леща, который в отдельные годы успешно размножается. Численность же щуки резко сократилась из-за слабого весеннего залития поймы, куда этот хищник выходил для размножения. Редким видом стал и ерш, ранее широко распространенный в бассейне Москвы-реки и встречавшийся повсеместно, обычно на более глубоких участках реки, у дна.
В последние 5—10 лет увеличивают численность виды, ранее в ней не отмечавшиеся или бывшие крайне малочисленными. К числу таких видов в первую очередь следует отнести девятииглую колюшку и европейского горчака.

## Достопримечательности
378 (27). ЛУЦЫНО. ГОРОДИЩЕ, р. ж. в., 3-я четв. 1-го тыс. н. э. 0,8 км к ЗЮЗ от с., терр. дачного пос. РАН, мысовидный выступ прав. коренного берега р. Москва. Площадка овальная в плане, 40×50 м, выс. над рекой 30-50 м, с напольной южн. стороны три дуговидных вала выс. до 1,5 м и три рва глуб. ок. 1 м. Исследовано (В. М. Колобов) 28 м². — Культ. слой до 0.5-0.7 м. Керамика лепная, с сетчатыми отпечатками на внешней поверхности и гладкостенная, дьяковской к-ры, грузик «дьякова типа».
Городище находится на высоком берегу реки в конце прохода между дачами № 16 и 17 дачного поселка.

## История
Весна 1945 года. Заканчивалась Великая Отечественная война. Победа СССР над фашистской Германией была очевидна. В то же время начал интенсивно развиваться атомный проект.
По свидетельствам старожилов, во время одной из встреч Председателя Совета Народных Комиссаров Союза ССР — И. В. Сталина с недавно избранным Президентом АН СССР С. И. Вавиловым, Сталин задал вопрос:
- Каким образом отметить академиков, внесших большой вклад в обеспечение победы над фашизмом?
В результате было принято решение о строительстве 150 индивидуальных дач под Москвой и Ленинградом для академиков, участвовавших в военных проектах.
14.10.1945 г. Постановление Совета Народных Комиссаров Союза ССР № 2638
«О постройке дач для действительных членов Академии наук СССР»:
1. Построить за счёт государства для действительных членов Академии наук СССР….дачи в дачных местностях под Москвой и Ленинградом …..
Передать указанные дачи, по окончании строительства, их, безвозмездно в личную собственность действительным членам Академии наук СССР.
2. Отвести под строительство дач и передать в бессрочное и бесплатное пользование действительным членам Академии наук СССР индивидуальные земельные участки….размером от 0,5 до 1 га…..
3. Строительство дач, а также строительство вспомогательных построек и работы по устройству водоснабжения, канализации, электроосвещения и благоустройству дачных участков возложить на Главвоенпромстрой при Совнаркоме СССР….
7. Освободить действительных членов Академии наук СССР получивших в собственность дачи, согласно настоящему Постановлению, от налога со строений, а также земельной ренты.
В начале необходимо было выбрать места для строительства. Два места были определены быстро. Это старые дачные поселки: Абрамцево под Москвой и Келломяки (Комарово) под Ленинградом.
По поводу ещё одного места для строительства были разногласия. С. И. Вавилов настаивал на создании одного поселка недалеко от Звенигорода в районе Мозжинки, знакомом ему по выездам за город на прогулки и по сбору грибов. Участвующий в выборе мест академик Э. В. Брицке выдвигал идею занять высокий песчаный берег Москва реки за деревней Луцино, считая, что почва там сухая, песчаная, много берез и сосен, в то время, как на Мозжинке почва глинистая и в основном лес еловый. Они не пришли к согласию, голоса разделились и было решено построить два поселка — основной на Мозжинке с клубом и стационарным медпунктом и второй, меньший вдоль по берегу Москвы реки между деревней Луцино и Биостанцией. Архивировано из оригинала 3 февраля 2004 года. МГУ.
Проект дачного поселка Луцино разрабатывался под руководством академика А. В. Щусева.
Строительство поселков было поручено Главвоенпромстрою при Совнаркоме СССР, располагавшему дешевой рабочей силой — пленными немцами. Поставку домов осуществляло финское акционерное общество «Пуутало».
Все решения были готовы и началось строительство поселков.
Далее события развивались в следующей хронологической последовательности:
10.03.1946 г. Постановление Совета Народных Комиссаров Союза ССР № 549 «О мероприятиях по постройке дач для действительных членов Академии наук СССР»
Конкретизированы исполнители, фонды и определён срок конца строительства — до апреля 1947 г.
16.11.1947 г. Распоряжение Совета Министров СССР № 17075-р.
Разрешить Президиуму Академии наук СССР организовать управления дачными поселками АН СССР в Мозжинке, Луцино, и Абрамцево Московской области, а также в Коломяки Ленинградской области на хозрасчете.
11.03.1948 г. Протокол № 4 распорядительного заседания Президиума АН СССР.
Президиум АН СССР принимает решение о об организации хозрасчетных Управлений в дачных поселках Абрамцево, Мозжинка, Биостанция (ныне Луцино) и Коломяках (Комарово Ленинградской области).
20.04.1948 г. Положение об управлении дачными поселками.
Вице-президент АН СССР академик И. П. Бардин утверждает Положение об управлении дачными поселками.
Управление дачным поселком является самостоятельной организацией действующей на началах хозрасчета.
Руководящим органом Управления является Совет владельцев дач.
Оборотные средства Управления образуются из единовременного каждым владельцем дачи в сумме 1000 руб., который не засчитывается в последующие платежи. Эксплуатационные средства для покрытия всех расходов по эксплуатации и ремонту дач образуются из ежемесячных членских взносов в размере, предусмотренном сметой.
Июнь 1948 г. Действительным членам Академии наук СССР по актам приемки передаются безвозмездно в личную собственность дачи со службами в личную собственность.
Июль 1948 г. Действительным членам Академии наук СССР выдаются акты о вводе во владение дачами со службами и закреплении участков земли в бессрочное и бесплатное пользование.
Конец 1948 г. Владельцами дач в академическом посёлке Луцино, за счет единовременных взносов образовано «Управление дачным поселком академиков АН СССР Луцино».
17.09.1952 г. Звенигородский лесхоз Московского областного управления лесного хозяйства Московской области передал по Акту на отвод лесных площадей с исключением из государственного лесного фонда «Управлению дачного посёлка академиков АН СССР Луцино» в бессрочное и бесплатное пользование 60.47га Шараповского лесничества согласно распоряжению Московского управления лесного хозяйства от 02.07.1952г за № оп-19/337 данного на основании Распоряжения Министерства лесного хозяйства СССР от 26.05.52г № оп-04/1750-55 во исполнение Постановления Совета Министров СССР от 10.03.1946г № 549.
17.03.1953 г. Решение Исполнительного комитета Звенигородского районного совета депутатов трудящихся № 9.
Отвод земельный участок Шараповского лесничества Звенигородского лесхоза площадью 18,97 га для организации парковой зоны посёлка академиков Луцино.
26.06.1954 г. Решение Исполкома Мособлсовета № 584/9.
Отведен участок площадью 2,6 га под поселок академиков АН СССР Луцино.
07.01.1955 г. Решение Исполнительного комитета Звенигородского районного совета депутатов трудящихся № 1.
Утвержден землеотвод земельного участка площадью 83,3 га под академический дачный поселок Луцино.
28.07.1992 г. «Управлению дачным поселком академиков АН СССР Луцино» выдано «Свидетельство о праве бессрочного (постоянного) пользования землей № 24», от 30.11.92 г, на участок земли общей площадью 83,3 га, включающие земли свободные от застройки (в том числе водо-охранную зону), занятые общепоселковыми строениями и индивидуальными земельными участками на основании Постановления Главы администрации Одинцовского района Московской области № 1021 от 28.07.1992 г.
18.06.1993 г. Постановление Главы Администрации Одинцовского района № 1283.
О передаче земельного участка размером 83,3 га ведение Волковского сельского Совета для передачи в собственность жителей поселка.
18.08.1993 г. Постановление Главы Администрации Волковского сельского Совета № 107.
О передаче в собственность земельных участков жителям поселка Луцино.
20.01.1996 г. Решение Общего собрания о преобразовании «Управления дачным поселком академиков АН СССР Луцино» в Потребительское дачное общество РАН «Луцино» (во исполнение Гражданского кодекса РФ).
Учредители — РАН и собственники строений и земельных участков в д/п Луцино.
Потребительское дачное общество РАН «Луцино» является правопреемником «Управления дачным поселком академиков АН СССР Луцино» и приняло на себя все его права и обязанности.
27.12.2001 г. Постановление Правительства Московской области № 439/49.
Предоставить ПДО РАН Луцино земельный участок площадью 3,8 га (на поле) для расширения его территории.
01.10.2005 г. Решение Общего собрания о реорганизации Потребительского дачного общества РАН «Луцино» в Дачное некоммерческое партнерство «Академический поселок Луцино» (во исполнение Федерального Закона от 15.04.1998г № 66-ФЗ).
Члены партнерства — собственники строений и земельных участков на территории ДНП АП Луцино.

## Первые дачевладельцы
Начало заселения поселка происходило в 1948- 1949 годы. Первыми владельцами дач были академики АН СССР:
Ребиндер Пётр Александрович,
Баландин Алексей Александрович,
Казанский Борис Александрович,
Фрумкин Александр Наумович,
Некрасов Александр Иванович,
Вышинский Андрей Януарьевич,
Максимов Николай Александрович,
Лузин Николай Николаевич,
Берг, Аксель Иванович,
Иванов Лев Николаевич,
Ландсберг Григорий Самуилович,
Введенский Борис Алексеевич,
Тюменев Александр Ильич,
Веселовский Степан Борисович,
Арбузов Александр Ерминингельдович,
Семёнов Николай Николаевич,
Кулебакин Виктор Сергеевич,
Несмеянов Александр Николаевич,
Брицке Эргард Викторович,
Теренин Александр Николаевич,
Образцов Владимир Николаевич,
Благонравов Анатолий Аркадьевич,
Никитин Василий Петрович,
Фёдоров Евгений Константинович,
Бруевич Николай Григорьевич,
Чудаков Евгений Алексеевич,
Бардин Иван Павлович,
Павловский Евгений Никанорович,
Юрьев, Борис Николаевич,
Артоболевский Иван Иванович,
Гордлевский Владимир Александрович.
В 1948 году г. к территории поселка были присоединены участки Савич В. Г., Спицына В. И., Скадовского С. Н. и дополнительно построена дача для академика Белорусской АН Акулова Н. С.